# W pułapce miłości
W pułapce miłości (oryg. Un burka por amor) – hiszpański miniserial z 2009 roku oparty na powieści „Burka miłości” autorstwa  Reyes Monforte.

## Fabuła
Młoda hiszpanka o imieniu María ucieka z domu, by zakosztować nowych wrażeń w życiu. Gdy poznaje znacznie starszego od siebie Afgańczyka, muzułmanina Rashida, zakochuje się w nim i przyjmuje jego oświadczyny. Wkrótce okazuje się, że dziewczyna jest w ciąży. Mąż postanawia zabrać Marię do swojej ojczyzny, by przedstawić ją rodzinie. Życie w Afganistanie pod rządami talibów staje się niebezpieczne. Obca kultura i surowe zakazy są nie do zaakceptowania przez Maríę. Dziewczyna pragnie jak najszybciej wrócić do Europy, co okazuje się praktycznie niemożliwe. 

## Wersja polska
W Polsce serial premierowo emitowany był od 2 grudnia 2015 roku w Telewizyjnej Jedynce o 20:25. Drugi odcinek wyemitowano 9 grudnia, a trzeci – ostatni, 16 grudnia 2015. Ponowna emisja od 4 czerwca 2017 w niedziele ok. godz. 14:00 w TVP1. Opracowaniem wersji polskiej zajęła się Telewizja Polska. Autorem tekstu był Paweł Lesisz, a lektorem serialu Maciej Gudowski.

## Obsada
- Olivia Molina jako María
- Rafa Rojas jako Rashid
- Pepe Sancho jako ojciec Marii
- Anna Allen jako Rosi
- Isabel Ampudia jako Montse

## Oglądalność
W Hiszpanii serial został podzielony na dwa odcinki. Stacja Antena 3 emitująca serial osiągnęła duże wyniki oglądalności. Pierwszy odcinek został wyemitowany 24 listopada 2009. Obejrzało go 3 735 000 widzów (20,7% udziałów). Drugi odcinek serialu wyemitowany premierowo 1 grudnia 2009 roku obejrzało 4 284 000 widzów (24,5% udziałów).